# Neuried (bei München)

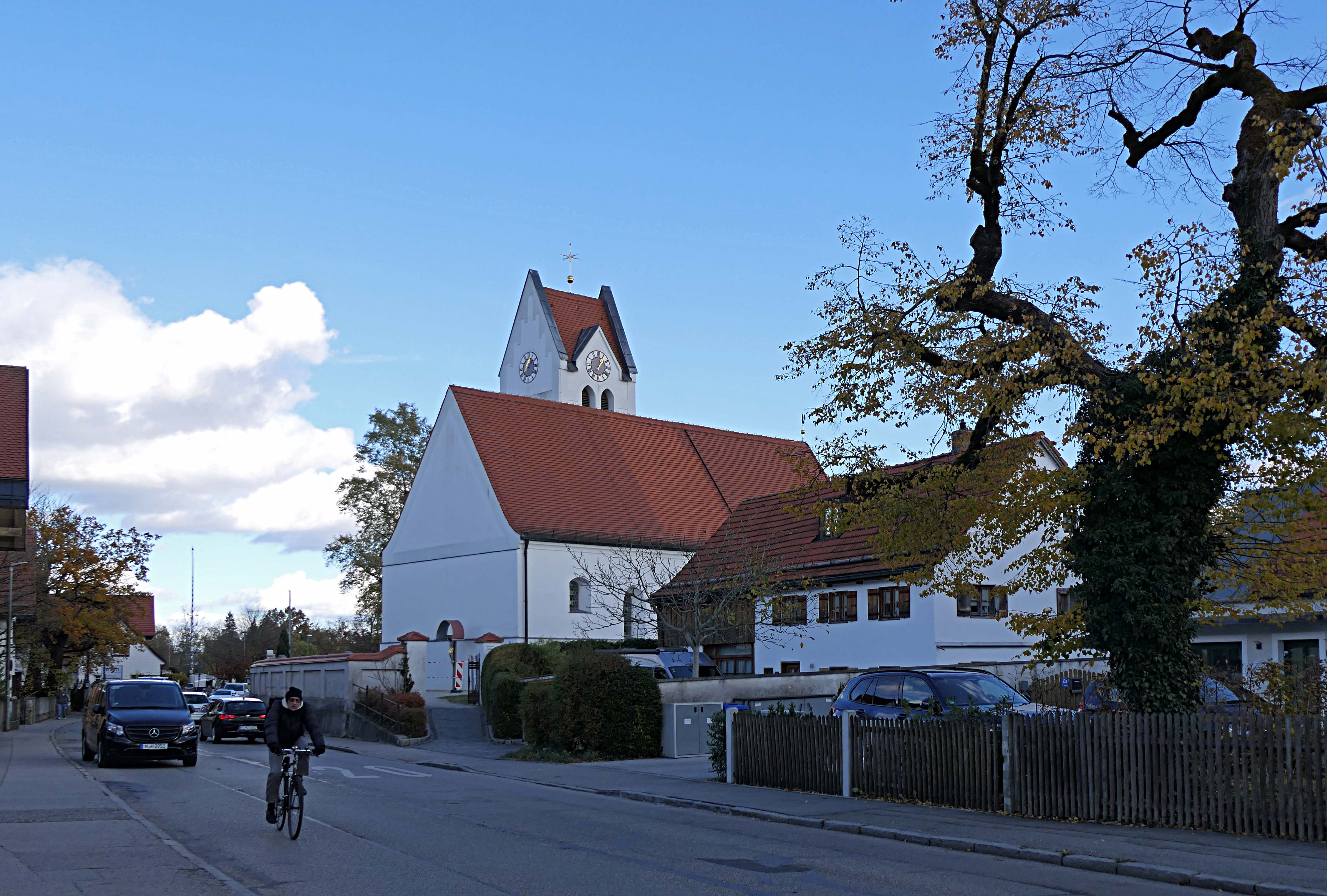
St. Nikolaus (kath.) von Südwesten

Neuried ist eine Gemeinde im oberbayerischen Landkreis München und grenzt an den Südwesten der Landeshauptstadt München.

## Geografie
Neuried grenzt im Westen an Planegg, im Norden an den Münchner Stadtbezirk Hadern und im Osten an den Münchner Stadtbezirk Thalkirchen-Obersendling-Forstenried-Fürstenried-Solln, mit dem es baulich zusammengewachsen ist. Im Süden des Gemeindegebiets liegt der Forst Kasten, der nahtlos an das gemeindefreie Waldgebiet Forstenrieder Park anschließt.
Die Gemeinde hat zwei amtlich benannte Gemeindeteile:
- Kasten (Forsthaus)
- Neuried (Pfarrdorf)

Es gibt nur die Gemarkung Neuried.

### Natur
Folgende Schutzgebiete berühren das Gemeindegebiet:
- Landschaftsschutzgebiet LSG Ortsrand Neuried (LSG-00597.01)
- Landschaftsschutzgebiet LSG Forstenrieder Park einschließlich Forst Kasten und Fürstenrieder Wald (LSG-00114.01)

## Geschichte
Neuried wurde im 12. Jahrhundert vom Kloster Rottenbuch im Baierbrunner Forst als eine neue Rodung angelegt. Zu dieser Zeit wurde eine erste romanische Kirche gebaut. Urkundlich wurde Neuried erstmals 1194 erwähnt, als die damals eigenständige Neurieder Pfarrei ihre Filiale Forstenried in die pfarrliche Selbstständigkeit entlastete.

### Einwohnerstatistik
Zwischen 1988 und 2018 wuchs die Gemeinde von 5835 auf 8643 um 2808 Einwohner bzw. um 48,1 %.
- 1955: 1000 Einwohner[4]
- 1966: 2000 Einwohner[4]
- 1970: 2645 Einwohner
- 1971: 3000 Einwohner[4]
- 1974: 4000 Einwohner[4]
- 1981: 5000 Einwohner[4]
- 1987: 5848 Einwohner
- 1991: 5993 Einwohner
- 1993: 6000 Einwohner[4]
- 1995: 6079 Einwohner
- 2000: 6374 Einwohner
- 2005: 7601 Einwohner
- 2010: 8395 Einwohner
- 2015: 8565 Einwohner
- 2022: 9043 Einwohner[6]

Am 1. November 2016 hatte die Gemeinde 8628 Einwohner, davon 4226 weiblich und 4402 männlich. 21 % der Einwohner waren Kinder und Jugendliche unter 18 Jahren, 20 % der Bürger waren 65 Jahre und älter.

### Konfessionsstatistik
Mit Stand 31. Dezember 2022 waren von den Einwohnern 32,0 % katholisch und 11,5 % evangelisch, die übrigen 56,5 % der Einwohner waren konfessionslos oder Angehörige sonstiger Glaubensgemeinschaften.
Mit Stand 31. Dezember 2023 waren von den Einwohnern 30,5 % katholisch und 11,1 % evangelisch, die übrigen 58,4 % der Einwohner waren konfessionslos oder Angehörige sonstiger Glaubensgemeinschaften.

## Politik

### Bürgermeister
Erster Bürgermeister ist seit 2014 Harald Zipfel (SPD). Dieser gewann im Jahr 2020 erneut die Wahl und führt sein Amt weiter. Die Kandidaten waren: Harald Zipfel, Marianne Hellhuber (CSU) und Oliver Schulze Nahrup (FDP). Das Amt des Zweiten Bürgermeisters bekleidet Markus Crhak (BZN) und Dritter Bürgermeister ist Dieter Maier (Bündnis 90/Die Grünen).

### Gemeinderat
Die Gemeinderatswahlen seit 2014 ergaben folgende Sitzverteilungen:
| Partei/Liste                                      | 2020  | 2014  |
| Partei/Liste                                      | Sitze | Sitze |
| ------------------------------------------------- | ----- | ----- |
| CSU                                               | 6     | 7     |
| SPD                                               | 4     | 5     |
| Bündnis Zukunft Neuried (BZN)                     | 3     | 3     |
| Grüne                                             | 5     | 2     |
| FDP                                               | 1     | 1     |
| Wählergruppe der Bürgerinitiative Neuried (W-BIN) | 1     | 1     |
| Freie Wähler Neuried (FWN)                        | –     | 1     |
| Gesamt                                            | 20    | 20    |

### Wappen und Fahne

#### Wappen
| Wappen von Neuried (bei München) | Blasonierung: „In Gold auf grünem Boden ein bewurzelter grüner Nadelbaum, unten belegt mit einer blauen Rodungshacke und einem blauen Rodungsbeil mit schwarzen Griffen in schräger Kreuzung.“ |
| Wappen von Neuried (bei München) | Wappenbegründung: Der Nadelbaum verweist auf die geografische Lage der Gemeinde am nördlichen Rand des Forstenrieder Parks, einem großen Waldgebiet südlich von München. Die Rodungswerkzeuge reden für den Ortsnamen Neuried und dokumentieren zugleich die Entstehungsgeschichte Neurieds als hochmittelalterliche Rodungssiedlung des Klosters Rottenbuch im Forst südwestlich von München. |

#### Fahne
Mit dem Wappen wurde auch eine Fahne mit den Farben Grün-Gelb angenommen. Die Gemeinde benutzt eine grün-gelbe Hissflagge mit aufgelegtem Wappen.

## Kultur und Sehenswürdigkeiten
Seit Ende 2007 läuft der Spielbetrieb in dem neu gebauten Sport- und Erholungszentrum. Dieses wurde nötig, um den überlasteten alten Fußballplatz und die kleine Halle der Grundschule abzulösen. Das Sportzentrum verfügt über einen großen Kunstrasenplatz, einen großen Rasenplatz und einen Kleinfeld-Fußballplatz. Zudem sind eine Dreifachturnhalle und eine Gaststätte auf dem Gelände untergebracht. Ende 2008 entstand eine Seniorenwohnanlage neben dem neu errichteten katholischen Pfarrzentrum.
Das von dem Münchner Architekten Andreas Meck geplante katholische Pfarrzentrum St. Nikolaus wurde 2008 der Gemeinde übergeben. Rudolf Bott gestaltete die aus Beton gegossene Altarinsel. Ein von Andreas Meck konzipiertes sphärisches Kreuz, dessen Höhe und Breite 15 Meter beträgt, wurde 2009 vor dem Pfarrzentrum aufgestellt.
Neben der spätgotischen im Kern romanischen Pfarrkirche St. Nikolaus besteht die moderne Kirche St. Nikolaus, Neubau.

## Wirtschaft und Infrastruktur

### Wirtschaft einschließlich Land- und Forstwirtschaft
Die Gemeindesteuereinnahmen betrugen im Jahr 2015 umgerechnet 6.600.000 €, davon waren 3.100.000 € (netto) Gewerbesteuereinnahmen.
Im Jahr 2013 gab es nach der amtlichen Statistik im Bereich des produzierenden Gewerbes 369 und im Bereich Handel und Verkehr 445 sozialversicherungspflichtig Beschäftigte am Arbeitsort. In sonstigen Wirtschaftsbereichen waren am Arbeitsort 887 Personen sozialversicherungspflichtig beschäftigt. Sozialversicherungspflichtig Beschäftigte am Wohnort gab es 1701. Im verarbeitenden Gewerbe gab es einen, im Bauhauptgewerbe acht Betriebe. Darüber hinaus gibt es niedergelassene Ärzte und Heilpraktiker.

### Verkehrsanbindung
Die Staatsstraße 2344 zwischen Planegg und der Anschlussstelle Fürstenried der A 95 München–Garmisch durchquert Neuried in westöstlicher Richtung. Von der zentralen Kreuzung führt die Münchner Straße nach Norden in Richtung der Münchner Stadtteile Großhadern und Fürstenried.
Am 8. Dezember 2007 wurde die Kreisstraße M 4 eingeweiht, die am südöstlichen Ortsrand von Neuried verläuft und über die nun der Verkehr von Gauting nach München fließt, der bislang über die Gautinger Straße von Süden her in die zentrale Kreuzung von Neuried einmündete. Die Gemeinde hat an der Ortsgrenze unmittelbaren Zugang zu Münchens U-Bahn-Netz.

### Öffentlicher Personennahverkehr
- U-Bahn-Linie 3, Haltepunkt Fürstenried West
- U-Bahn-Linie 6, Haltepunkt Klinikum Großhadern
- Die Buslinien 260, 261, 267 fahren regelmäßig 20-minütlich, 269 und 936 halbstündlich, nur wochentags zur U-Bahn (Fürstenried West U3 und 269 Klinikum Großhadern U6) und zur S-Bahn (Lochham, Planegg, Gauting) und decken mit ihrem Wegenetz fast das gesamte Gemeindegebiet ab.

| Linie | Linienverlauf                                            | Verkehrsunternehmen             |
| ----- | -------------------------------------------------------- | ------------------------------- |
| 260   | Germering-Unterpfaffenhofen – Planegg – Fürstenried West | Watzinger                       |
| 261   | Neuried, Hainbuchenring – Fürstenried West               | Watzinger                       |
| 267   | Altenburgstr. – Lochham – Fürstenried West (U)           | Watzinger                       |
| 269   | Neuried, Maxhofweg – Klinikum Großhadern                 | Watzinger und Omnibus Südbayern |
| 936   | Gauting – Fürstenried West                               | Demmlmair                       |
| X910  | Weßling – Gauting – Klinikum Großhadern                  | Watzinger                       |

### Bildungseinrichtungen
Es gibt folgende Einrichtungen:
- Kindergärten/Kinderhorte: Stand 2015 existierten ein Kindergarten, drei Kinderhäuser, eine Kinderkrippe und ein Kinderhort sowie ein Wald-Kreativ-Kindergarten. Darin können insgesamt 118 Kinder unter drei Jahren, 297 Kinder von drei Jahren bis Schuleintritt und 110 Schulkinder betreut werden.
- Grundschulen: Im Jahr 2015 hatte die Grundschule 33 Lehrern und 343 Schülern in 15 Klassen. Im Jahr 2005 wurde sie um einen Anbau erweitert, der der zunehmenden Schülerzahl genügend Platz bietet. Pro Jahrgangsstufe wird eine gebundene Ganztagsklasse angeboten.
- Seit 1972 besteht die Musikschule Neuried, deren 39 Lehrkräfte 1200 Schüler unterrichten. Dazu kommen jährlich 80 Veranstaltungen.[17]
- Jugendhaus: 2011 wurde neben dem TSV-Sportgelände das neue Jugendhaus mit einer Skateranlage errichtet.[18]

### Vereine
Der mitgliederstärkste Verein Neurieds ist der TSV Neuried e. V., der mit den Abteilungen von Turnen und Fußball über Walking und Skifahren bis hin zu Koronarsport allen Alters- und Interessensgruppen ein breites Angebot bietet. Er besitzt auch eine große Tischtennisabteilung mit fünf Herrenmannschaften und zwei Jugendmannschaften.  Im Jahr 2024 gab ein Jugendtrainer zu, 30 Jugendliche im Verein über Jahre missbraucht zu haben.
Weiterhin gibt es den Eisstock-Club Neuried e. V. mit weit über 100 Mitgliedern sowohl für Hobby- als auch für Turnierschützen.
Der Wirtschafts-Club Neuried e. V. (WCN) vertritt die Gewerbetreibenden und Selbständigen und hat Standortmarketing und die Ausbildung und Beschäftigung als weiteren Vereinszweck. Der WCN organisierte die „Würmtaler Ausbildungsmesse“ und die 2011 stattfindende „Neurieder Seenacht“, der Würmtaler Unternehmerball auf dem Starnberger See.

## Persönlichkeiten
- Georg Fahrenschon (* 1968), bayerischer Finanzminister von Oktober 2008 bis November 2011 und Präsident des Deutschen Sparkassen- und Giroverbands von Mai 2012 bis November 2017
- Herlinde Koelbl (* 1939), Fotografin
- Jeanette Hain (* 1969), Schauspielerin